# Río Tallija
Der Río Tallija ist einer der Quellflüsse des Río Beni und liegt an den Osthängen der Anden-Kordilleren in dem südamerikanischen Staat Bolivien.
Der Río Tallija entspringt am Südostrand der Serranía de Sicasica bei der Ortschaft Tallija Confital am Cerro Kope Khana (4423 m) in einer Höhe von 4324 m. Der Fluss fließt ab seiner Quelle in nordnordwestlicher Richtung und vereinigt sich nach 27 Kilometern mit dem Río Khala Parani zum Río Leque (35 km).
Der Río Leque wird nach 35 Kilometern zum Río Ayopaya (40 km), dieser zum Río Sacambaya (37 km), der sich dann mit dem Río Negro (Cochabamba) vereinigt und dann den Río Cotacajes bildet. Nach 125 Kilometern wiederum vereinigt sich dieser mit dem Río Santa Elena und trägt anschließend den Namen Río Alto Beni.